# Стални пацијент
„Стални пацијент” (енгл. The Adventure of the Resident Patient) је једна од 56 приповедака о Шерлоку Холмсу које је написао Артур Конан Дојл и девета је прича у Мемоарима Шерлока Холмса. Објављена је у британском часопису The Strand Magazine у августу 1893. године, као и америчком часопису Harper's Weekly истог месеца.
Дојл је сместио ову приповетку на осамнаесто место на својој листи деветнаест омиљених прича о Холмсу.

## Радња
Доктор Перси Тревелијан доноси Шерлоку Холмсу необичан проблем. Пошто је био одличан студент, али сиромашан човек, др Тревелијан се нашао као учесник у необичном пословном аранжману. Човек по имену Блесингтон, тврдећи да има нешто новца за улагање, сместио је Тревелијана у просторије са престижном адресом и платио све његове трошкове. Заузврат, он захтева три четвртине свог новца који лекарска ординација заради, а који прикупља сваке вечери, детаљно прегледајући књиге и остављајући доктору његов део од дневних зарада. Блесингтон је и сам болешљив, испоставило се, и свиђа му се овај аранжман јер увек може имати доктора у близини.
Све је ишло прилично добро за доктора од почетка аранжмана. Сада се, међутим, нешто догодило Блесингтону. Постао је раздражљив и узнемирен, и то након што је рекао да је прочитао чланак о провали негде у граду.
Убрзо након тога, доктор је добио новог пацијента, руског племића са каталептичким нападима. Његов одрасли син га је довео увече док је Блесингтон био у својој уобичајеној шетњи. Син је инсистирао да сачека у чекаоници док доктор прегледа његовог оца. Током консултација, пацијент је имао напад, седео је усправно и био је прилично укочен. Доктор је пожурио по мало амилног нитрита да би га пацијент удахнуо, али је по повратку установио да су и пацијент и његов син отишли.
Изненађујуће, њих двојица су се вратила следеће вечери, а син је тврдио да је видео свог оца како излази у чекаоницу и претпоставио је да је преглед завршен. Затим је одвео оца кући, тек касније схвативши да нешто није у реду. Доктор је имао још једну консултацију са руским господином, а након што су отишли, Блесингтон је био потпуно ван себе. Неко је био у његовој соби. Постојали су отисци стопала који то доказују. То је могао бити само син руског племића, али зашто је ушао тамо? Ништа није померано или украдено.
У овом тренутку у Тревелијановој причи, Холмс мисли да би било мудро да одмах оде у ординацију у Улици Брук да би се лично уверио о чему се ради у овом чудном случају. Он из прве руке открива колико је Блесингтон постао параноичан: дочекује Холмса, Вотсона и Тревелијана пиштољем, али га доктор убеђује да му посетиоци не желе зло.
Холмс пита Блесингтона ко су ти људи и зашто желе да га малтретирају. Блесингтон нервозно каже да не може да одговори на прво питање, али одговора на друго, говорећи да сав новац држи у кутији у спаваћој соби, јер не верује банкарима. Холмс зна да одговор мора бити нешто више од овога. Одлази са гађењем, саветујући Блесингтона да не може очекивати савет ако покуша да га превари.
Убрзо након одласка, Холмс износи Вотсону своје претпоставке. Он зна да два човека, можда и више, желе да ухвате Блесингтона. Каталепсија је лажирана, само да би доктор Тревелијан био заузет како не би приметио да други човек улази у Блесингтонову собу. Нису хтели ништа да украду, што се види и по томе што нису претурали по просторији. Одабрали су термин увече знајући да у чекаоници неће бити других пацијената. Холмс такође зна само из виђења да се Блесингтон плаши за сопствени живот, и закључује да стога мора знати ко га прогони, јер ниједан човек не би могао имати такве непријатеље а да не зна за то. Такође, Блесингтон сасвим случајно није био присутан током обе посете ове двојице; они очигледно нису били упознати са Блесингтоновим личним навикама.
Следећег јутра се сазнаје да се Блесингтон обесио. Тревелијан је послао кочију у Улицу Бејкер 221б да би довео Холмса на лице места. Када стигну Холмс и Вотсон, Блесингтоново тело још увек виси са куке на плафону његове спаваће собе. Инспектор Ланер је тамо. Он верује да је у питању самоубиство, али Холмс убрзо закључује супротно. Одбачени опушци цигара и други трагови говоре му да су тамо била још тројица мушкараца, и то неко време. У просторије их је пустио савезник изнутра, пошто су врата ујутру још увек била закључана. Сумња пада на новог докторовог помоћника, који је нестао.
Холмсу се чини очигледним да су ови људи дошли да „суде” Блесингтону, и донели осуђујућу пресуду и смртну казну, коју су потом извршили.
Мало копање по полицијској станици доноси остатак истине. Сва четворица мушкараца су некада били чланови криминалне групе која је пљачкала банке. Блесингтоново право име је било Сатон, а остала тројица, од којих су двојица глумили Русе, били су Бидл, Хејворд и Мофат. Након што су опљачкали вортингтонску банку и узели 7.000 фунти 1875. године, Блесингтон (односно Сатон) је постао доушник, и као резултат тога, други члан банде, Картрајт, био је обешен због убиства чувара, а остали су добили по 15 година затвора. Блесингтонова „параноја” се заиста испоставила као веома стваран страх, изазван вестима о њиховом превременом пуштању на слободу, а не пуком провалом, како је тврдио. Убице су одабрале вешање као облик погубљења да освете Картрајта.
На крају, докторов помоћник се појављује, али случај против њега се распада због недостатка доказа. Што се тиче остале тројице, за њих се више никада није чуло, а верује се да су страдали у бродолому у близини Португала.

## Историја објављивања
Приповетка је објављена у британском часопису The Strand Magazine у августу 1893, као и у америчком часопису Harper's Weekly 12. августа исте године. Такође је објављена у америчком издању часописа The Strand Magazine у септембру 1893. године. Прича је објављена са седам илустрација Сиднеја Паџета у часопису The Strand Magazine, и са две илустрације В. Х. Хајда у часопису Harper's Weekly. Уврштена је у Мемоаре Шерлока Холмса, који су објављени у децембру 1893. у Великој Британији и у фебруару 1894. у САД.
У многим издањима, прича почиње Холмсовом сценом „читања мисли” из приповетке „Картонска кутија”, која је додата овој причи након што је Дојл одлучио да потоњу причу не укључи у Мемоаре Шерлока Холмса.

## Адаптације

### Филм и телевизија
Прича је адаптирана као кратки неми филм из 1921. године, који је био део филмског серијала у коме је Еје Норвуд глумио Шерлока Холмса. Поред њега су се појавили Хјуберт Вилис као Вотсон и Џад Грин као Блесингтон.
У телевизијској серији Авантуре Шерлока Холмса из 1985. са Џеремијем Бретом у главној улози, епизода представља Вотсона који покушава да примени Холмсове методе да открије тренутно стање свог пријатеља, али у великој мери не успева, иако Холмс признаје да „постоји елемент истине у ономе што каже”. Ова сцена је у великој мери у маниру пародије коју је написао Дојл „Како је Вотсон научио трик”, у којој Вотсон такође доноси погрешне закључке о Холмсу. Пред крај епизоде, Вотсон првобитно намерава да своје мемоаре о случају назове „Мистерија Улице Брук”, али Холмс препоручује наслов „Стални пацијент”. Током одјавне шпице, Вотсон се бори са варијацијама предлога пре него што се определи за „Стални пацијент”.
Девета епизода серије Шерлок Холмс у 22. веку, серије која научно-фантастично преиспитује неке Дојлових прича у којима је Холмс враћен у живот да би се борио против клона Моријартија, заснована је на овој причи са значајним изменама. Блесингтон је пластични хирург којег су Мориартијев пратилац Мартин Фенвик и неки насилници натерали да користе његову експерименталну технологију обликовања нечијег лица према другом, као и да маскира ДНК субјекта на кратко време прије него што ефекти нестану. Блесингтон преживљава у овој верзији.

### Радио
Едит Мејзер је адаптирала ову причу као епизоду америчке радио-серије Авантуре Шерлока Холмса која је емитована 12. јануара 1931. године, са Ричардом Гордоном као Шерлоком Холмсом и Лијем Ловелом као др Вотсоном. Римејк сценарија је емитован 14. марта 1936. (са Гордоном као Холмсом и Харијем Вестом као Вотсоном).
Мејзерова је такође адаптирала причу као епизоду америчке радио-серије Нове авантуре Шерлока Холмса, са Бејзилом Ратбоном као Холмсом и Најџелом Брусом као Вотсоном, која је емитована 23. фебруара 1941. године.
Мајкл Хардвик је драматизовао причу као радио-адаптацију BBC Light програма која је емитована 1961. године, као део радио серије из 1952–1969, у којој су глумили Карлтон Хобс као Холмс и Норман Шели као Вотсон, са Хамилтоном Дајсом као Тревелијаном.
Питер Линг је адаптирао ову приповетку за BBC Radio 4 током 1992. године, као део радио серије из 1989–1998. у којој су глумили Клајв Мерисон као Холмс и Мајкл Вилијамс као Вотсон. Поред њих су глумили Роберт Ланг као Блесингтон, Адјоа Андох као Марија и Давид Кософ као гроф Орловски.
Прича је адаптирана као епизода Класичних авантура Шерлока Холмса, серије у америчкој радио-емисији Imagination Theatre, у којој су глумили Џон Патрик Лоури као Холмс и Лоренс Алберт као Вотсон. Епизода је емитована 2009. године.